# Frédéric Ier du Palatinat
Pour les articles homonymes, voir Frédéric Ier.
Frédéric Ier, comte palatin du Rhin, dit Frédéric le Victorieux, né le 1er août 1425 à Heidelberg, mort le 12 décembre 1476 au même endroit, est un électeur palatin de la Maison de Wittelsbach de 1451 à 1476.

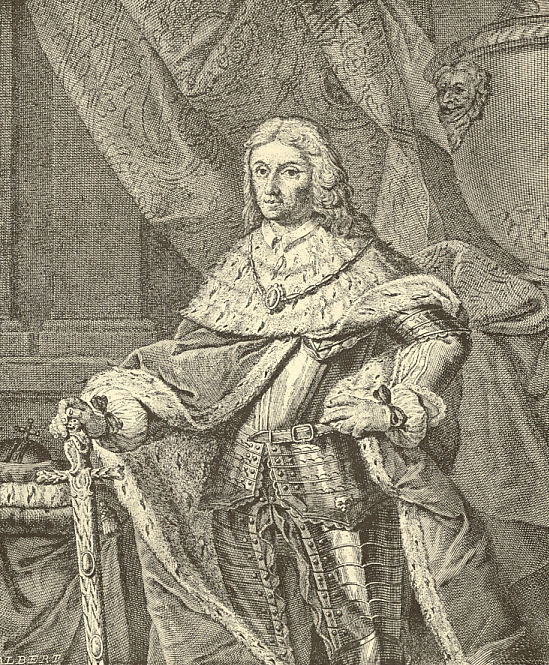
Frédéric Ier le Victorieux.

Fils de Louis III du Palatinat et de sa seconde épouse Mathilde de Savoie, petit-fils d'Amédée de Piémont et de son épouse, Catherine de Genève, il hérite du Palatinat après la mort de son frère Louis IV, comme tuteur de son neveu Philippe Ier du Palatinat. En conflit avec lui, l'empereur légal Frédéric III ne parvient pas à chasser le comte palatin, grand stratège et allié de Louis IX de Bavière.
Après la mort de l'archevêque de Mayence Dietrich Schenk von Erbach, Frédéric l'emporte également contre ses autres adversaires, comme les fidèles du parti impérial Albert III Achille de Brandebourg et Thierry d'Isembourg, l'archevêque de Mayence, et accroît son territoire. Avec la bataille de Seckenheim (1462), durant le Conflit ecclésiastique de Mayence (1461-1463), Frédéric capture ses adversaires, l'évêque Georges de Metz, Charles Ier, Margrave de Bade et Ulrich V de Wurtemberg en son Château de Heidelberg .

## Mariage et enfants
En 1471/1472, Frédéric épouse Klara Tott, avec laquelle il entretenait une liaison de longue date. Celle-ci étant roturière, cette union a été considérée comme un mariage morganatique. Ils ont eu deux enfants :
- Frédéric de Wittelsbach (1461-1474) ;
- Louis Ier de Löwenstein (29 septembre 1463-1524). Marié en premières noces avec Élisabeth von Montfort et en secondes noces avec Sophia Böcklin. Ancêtre des souverains de Löwenstein-Wertheim. Il est également un ancêtre à la onzième génération d'Adélaïde de Löwenstein-Wertheim-Rosenberg, épouse de l'ancien roi de Portugal Michel Ier.

### Sources
- (en) Cet article est partiellement ou en totalité issu de l’article de Wikipédia en anglais intitulé « Frederick I, Elector Palatine » (voir la liste des auteurs).